# Amphipteryx agrioides
Amphipteryx agrioides је инсект из реда Odonata. 

## Угроженост
Подаци о распрострањености ове врсте су недовољни.

## Распрострањење
Ареал врсте покрива средњи број држава. 
Врста је присутна у Хондурасу, Мексику и Гватемали. Присуство у Колумбији је непотврђено.

## Станиште
Станишта врсте су шуме и слатководна подручја. 